# Petrocephalus similis
Petrocephalus similis is een straalvinnige vissensoort uit de familie van de tapirvissen (Mormyridae). De wetenschappelijke naam van de soort is voor het eerst geldig gepubliceerd in 2011 door Lavoué.